# Somme topologique
En mathématiques, et plus particulièrement en topologie la somme topologique (également appelée somme directe, somme libre, union disjointe ou coproduit) d'une famille d'espaces topologiques est un espace formé en dotant l'union disjointe des ensembles sous-jacents d'une topologie naturelle appelée topologie somme disjointe. Elle revient à considérer l'union disjointe des ensembles comme un seul nouvel espace topologique dans lequel chaque ensemble est isolé des autres.
La somme topologique disjointe étant le dual catégorique de la construction de l'espace produit (produit cartésien munie de la topologie produit), on l'appelle parfois coproduit.

## Définition
Soit { Xi : i ∈ I } une famille d'espaces topologiques indexés par I . On note
{\displaystyle X=\coprod _{i}X_{i}}
l'union disjointe des ensembles de la famille. Pour chaque i dans I, on définit l'injection canonique
{\displaystyle {\begin{aligned}\varphi _{i}:X_{i}&\to X\\\varphi _{i}(x)&\mapsto (x,i)\end{aligned}}}
La topologie somme disjointe sur X est alors topologie la plus fine sur X pour laquelle toutes les injections canoniques {\displaystyle \varphi _{i}} sont continues (autrement dit la topologie finale sur X induite par les injections canoniques). L'espace X muni de cette topologie est la somme topologique des Xi.
On peut décrire explicitement la topologie somme en caractérisant ses ouverts : un sous-ensemble U de X est ouvert dans X si et seulement si pour tout i ∈ I son image réciproque {\displaystyle \varphi _{i}^{-1}(U)} est un ouvert de Xi. Alternativement, les ouverts de X sont les sous-ensembles dont  les intersections avec les Xi  sont ouverts dans Xi pour tout i.

## Propriétés
La somme topologique X, ainsi que les injections canoniques, peuvent être caractérisés par la propriété universelle suivante : Si Y est un espace topologique, et fi : X i → Y est une application continue pour chaque i ∈ I, alors il existe une et une seule application continue f : X → Y tel que l'ensemble de diagrammes suivant commute :
Au sens de la théorie des catégories, la somme topologique est donc la somme (ou coproduit) dans la catégorie des espaces topologiques. Il résulte de la propriété universelle ci-dessus qu'une application f : X → Y est continue si et seulement si fi = f o φi est continue pour tout i dans I.
Outre leur continuité, les injections canoniques φi : Xi → X sont des applications ouvertes et fermées. Ce sont donc des plongements topologiques de sorte que chaque Xi peut être canoniquement considéré comme un sous-espace de X.

## Exemple
Si les Xi sont tous homéomorphes à un espace donné A, alors X est homéomorphe à l'espace produit A × I où I est muni de la topologie discrète.

## Conservation des propriétés topologiques
- Toute somme topologique d'espaces discrets est discrète
- Séparation
  - Toute somme topologique d'espaces T0 est T0
  - Toute somme topologique d'espaces T1 est T1
  - Toute somme topologique d'espaces de Hausdorff est un espace de Hausdorff.
- Connexité
  - La somme topologique de deux ou plusieurs espaces topologiques non vides n'est jamais connexe.